# Bruno Martins Indi
Rolando Maximiliano "Bruno" Martins Indi (Barreiro, 8 de fevereiro de 1992) é um futebolista português de origem guineense naturalizado neerlandês que atua como zagueiro. Atualmente defende o AZ Alkmaar.

## Vida pessoal
Martins Indi nasceu em Portugal filho de pais da Guiné-Bissau,  aos três anos de idade sua família mudou-se para Roterdã  onde ingressou no Feyenoord.
Em 15 de julho de 2014 acertou sua transferência ao Porto por quatro anos de contrato.
Em 31 de agosto de 2016, foi emprestado ao Stoke City.

## Seleção Neerlandesa
Estreou-se pela Seleção Neerlandesa principal a 16 de agosto de 2012 diante da Bélgica. Na segunda partida da Copa do Mundo FIFA de 2014 sofreu uma concussão contra a Austrália, que o inabilitou por um jogo.

## Títulos

### Prêmios individuais
- Equipe do torneio do Campeonato Europeu Sub-21 de 2013